# Redvägs och Ås kontrakt
Redvägs och Ås kontrakt kontrakt är ett kontrakt i Skara stift inom Svenska kyrkan. Kontraktet bildades 1 januari 2017 genom namnändring av Ås kontrakt samtidigt som ett antal församlingar överfördes från det då upplösta Redvägs kontrakt.. 
Kontraktskoden är 0313.
2018 tillfördes Kinnarumma församling och Seglora församling från Göteborgs stift och Marks och Bollebygds kontrakt till detta kontrakt. Vid samma tidpunkt sammanlades Sandhults församling och Bredareds församling till Sandhult-Bredareds församling.
1 januari 2022 uppgick Redvägs pastorat (församling) och Södra Vings pastorat (med Hällstads och Södra Vings församlingar) i Ulricehamns pastorat. 
1 januari 2022 överfördes till Toarps församling från Sexdrega församling och  Länghems församling de områden och kyrkor som tidigare hört till Ljushults församling och Dannike församling.
Ingående församlingar framgår av navigationsboxen nedan.